# どっきりマイクローン
『どっきりマイクローン』は、今西まさおによる日本の漫画作品。
集英社の『月刊少年ジャンプ』1985年8月号と10月号に読み切りが掲載された後、1986年1月号から12月号まで連載された。

## 作品概要
1980年代半ばから後半にかけて、月刊少年漫画誌で定番だったお色気漫画の一作。ライバル誌であった講談社の『月刊少年マガジン』に連載された中西やすひろの『Oh!透明人間』に対抗して企画された節があり、絵のタッチ（特に人物の表情）も中西の影響を色濃く受けている。主人公が小さくなって女の子の服の中へ潜り込んだり着替えや入浴を覗いたりするシチュエーションは、前年に『月刊少年マガジン』で連載されていた荒川貴史の『マイクロボーイ』や、本作の連載と同時期に『週刊少年マガジン』1986年41 - 42号に読切で掲載されたますむら浩一の『ドキドキ一寸ボーイ』とも共通している。
タイトルの「マイクローン」（micron）は当時人気を博したテレビアニメ『超時空要塞マクロス』で巨大異星人のゼントラーディが相対的に小さな存在の地球人を指す呼称から採られたとみられる。
単行本はジャンプ・コミックスから全2巻で刊行されたが、2024年現在絶版で復刻版も刊行されていないため、プレミア価格で取引されている。また、1986年5月号掲載の第5話（読み切りI・IIを含めて7話目）と1986年1月発売の同誌増刊『HOBBY's JUMP』Vol.8掲載の番外編は単行本未収録となっている。

## あらすじ
主人公の野々村健司は聖しらゆり学園中等部の男子生徒で、家庭の事情で雑用係を引き受けることを条件に女子寮から学校へ通っている。
そんなある日、健司は学園のアイドル・一ノ瀬桃子の入浴を覗いている小型UFOを発見して捕獲した。UFOに乗っていたのは「宇宙一のスケベ」を自称する小型宇宙人のマイクローン星人だったが、マイクローン星人は食べると体が小さくなる「マイクローンビスケット」を健司に差し出して逃亡してしまう。健司は初めビスケットを捨てるつもりだったが「マイクローン星人の魔の手から女の子を守るため」と理由を付けて小さくなってはマイクローン星人に負けず劣らずスケベ心丸出しで、桃子たちの着替えや入浴を覗いたり服の中に侵入したりのやりたい放題な騒動を繰り広げるのであった。

## 登場人物
読み切りI・IIと連載版はそのまま連続している設定だが、クラス名が読み切り版では数字・連載版ではアルファベットになっている。

### 主要人物
野々村 健司（ののむら けんじ）
本作の主人公。聖しらゆり学園中等部2年B組（読み切り版では2組）の男子生徒。家庭の事情により、雑用係を引き受ける条件で学園の女子寮から通学している。桃子の入浴を覗いていたマイクローン星人を捕獲した時にマイクローンビスケットを差し出され、初めは捨てるつもりでいたが「マイクローン星人の魔手から女の子を守るため」と理由を付け、自分もビスケットを食べて小さくなる。
それ以降はマイクローン星人と喧嘩したり、共闘したりしながら桃子を始めとする女の子たちに気付かれないよう接近を試みているが、ビスケットの効力切れや弱点のお湯をかぶるアクシデントで女の子たちの前に全裸で出没する破目になってしまうことが多く、他の寮生からは変態呼ばわりされている。
知世によると、元はスポーツ少年だったらしい。
マイクローン星人（マイクローンせいじん）
「宇宙一のスケベ」を自称する小型サイズの宇宙人。「スケベグッズ」と称する様々な道具を駆使しながら単独、或いは健司を誘って何度も桃子たちにアタックする。本名はポル造（ポルぞう）・マイクロ。故郷のマイクローン星では貴族であり、王女のミンミンと婚約している。
健司とは特に桃子を巡って対立する反面、時にはビスケット以外の様々な「スケベグッズ」を提供して共闘する間柄。最終話では母星からミンミンとの結婚およびビスケットの持ち出し禁止を命じられ、健司に別れを告げて地球を後にした。
一ノ瀬 桃子（いちのせ ももこ）
本作のヒロイン。聖しらゆり学園中等部2年B組の女子生徒で、健司の同級生。校長の娘でもあり、第10話によれば女子バレーボール部に所属しているが部活動の描写は無い。性格・プロポーションとも学園内で群を抜くアイドル的存在で、番外編（単行本未収録）ではテレビ番組への出演をスカウトされたこともある。趣味はエアロビクスで、寮の自室で無防備になっている所をマイクローン星人とビスケットの力でマイクローン化した健司に狙われることが多い。マイクローン星人と健司は、隙あらば桃子の巨乳に全身で抱き着いたりパンツの中に侵入したりとやりたい放題で、2人が毎回巻き起こす原因不明のお色気騒動で被害を受けている。
健司は下心からマイクローン化して桃子の体でやりたい放題する反面、純粋な恋愛感情からも桃子に片思いしているが桃子の方もかねてから健司のことが気になっている。そのため、健司が学園内で他の女子から悪評の的になっているにも関わらず、健司のことを軽蔑し切れないでいる。

### 女子生徒
浜田 知世（はまだ ともよ）
健司たちと同じ2年B組の女子生徒。桃子の親友。桃子とは対照的に大胆な性格で、他の女子生徒を率いて集団で色仕掛けを行う時は大抵リーダー的な役回りで服を脱ぐ。何度も女の子たちの前に（ビスケットの効力切れで）全裸になって出没する健司の行動を不審に思っている。第6話（読み切り含め8話目）では京大工学部の兄に手伝ってもらい作成した、興奮度に応じて電流が増える電気椅子に健司を拘束し、仲間と共に色仕掛けをする事で苦しめてスケベを矯正しようとしたが失敗に終わった。
内藤 由貴（ないとう ゆき）
髪をポニーテールにしている女子生徒。読み切りIIでは健司や桃子とは別のクラス（3組）所属とされていたが、第10話（読み切り含め12話目）では健司たちと同じB組の生徒として登場している。読み切りIIの体育祭では、桃子を優勝させるためにマイクローン化した健司の妨害工作でトップレスを晒してしまい、激怒の余りヨーヨーを取り出して他の男子生徒を追い回していた。
この他にも、読み切りIIと第6話で名前がわかっている女子生徒として今日子（C組）、明菜（1組またはA組）、美奈子（3組またはE組）、美穂（D組）、ビー玉のお京（B組）、陽子（クラス不明）らが登場している。

### 男子生徒
吉橋（よしはし）
健司の同級生。学園内で組織されている「桃子ファンクラブ」の会長を務める。第4話（読み切り含め6話目）では覆面で女子寮に侵入して下着泥棒を働いたが、マイクローン星人を追い回していた健司に撃退されて逃亡するも、ビスケットの効力切れで元の大きさに戻った健司の方が女子たちに濡れ衣を着せられる破目になってしまった。
須藤（すどう）
「桃子ファンクラブ」の副会長。会長の吉橋と常に2人1組で行動しており、第4話では健司だけ桃子とキャンプに行くのはずるいと言って2人で強引に同行する。
油公寺 公彦（あぶらこうじ きみひこ）
第5話（読み切り含め7話目、単行本未収録）と第10話（同12話目）に登場。大資産家の御曹司。アメリカに留学していたが幼馴染みの桃子のことが忘れられず帰国し、聖しらゆり学園に転入して早々から桃子に猛烈なアタックを仕掛ける。
キザな性格。御曹司である上に美形であり、女子からの人気も高いが男子からは嫉妬の目で見られており、特に健司とは仲が悪い。
水玉模様を見ると平常心を失う原因不明の持病を抱えており、桃子のパンツを見てその持病を発症したところをマイクローン化して屋敷に侵入していた健司に撃退された。

### 教職員
校長（こうちょう）
聖しらゆり学園中等部の校長兼女子寮長。桃子の父。入浴中に脱衣籠から娘の下着を盗み出して着用するなど変態趣味があり、桃子に見つかっては呆れられている。男子には制服着用を義務付ける一方で女子は完全に私服登校を自由化、思い付きで授業を水泳に変更するなど職権濫用気味なところがある。桃子が小学生の頃は貧乏だったが、校長に抜擢されてからは暮らし向きも良くなったようで教育者としては有能らしい。
松坂先生（まつざかせんせい）
読み切りIIに登場した聖しらゆり学園の教諭。女子寮の宿直室に健司以外の寮生を集めて体育祭の応援の練習指導をしていた。
市乃瀬 ももこ（いちのせ ももこ）
第6話（読み切り含め8話目）に登場した学園の保健医。生徒からは（名前の読みが同じ桃子との区別もあり）「ももこばあさん」と呼ばれている。マイクローン星人の発明品が誤操作を起こしたことが原因でマイクローン化した健司がパンツの中に転送され、ももこがこぼしたお茶を浴びて元に戻った健司は他の生徒に「女子から変態呼ばわりされる余り老婆に手を出した」と誤解される破目になった。

### その他の人物
台丸 千鶴子（だいまる ちづこ）
番外編（単行本未収録）に登場のアイドルグループ「おニャンプクラブ」の前リーダー。テレビ番組「夕やけおニャンプ」にスカウトされてアイドルデビューすることになった桃子がプロデューサーに気に入られて即座に新リーダーへ抜擢されたため、桃子に激しく嫉妬を募らせ、生放送の番組中にあの手この手で大恥をかかせてやろうと画策するが、マイクローン化した健司の妨害で逆に自分がテレビカメラの前で全裸を晒してしまう。
新入りの桃子にリーダーの座を奪われた役回りで、いかにも性格が悪そうな雰囲気のためか楽屋で初対面の桃子からは、「ラビニアさん」と呼ばれていた。
吉条寺 さゆり（きちじょうじ さゆり）
大手水産加工会社の社長令嬢で、南波海岸を拠点にするレディースの族長。ミスコンテストで審査員を脅して優勝を手にするが、観客や審査員の注目が優勝者そっちのけで桃子に集まったため、激しく嫉妬を募らせ健司に色仕掛けで迫る。が、さゆりの悪企みを阻止すべくマイクローン化した健司が元に戻った瞬間に弾みで接吻を奪われてしまい、その現場に桃子が居合わせたことから当初の目的は達しつつも、今度は健司と桃子にまとめて大恥をかかせようと企む。
ミンミン
第10話（読み切り含め12話目）に登場のマイクローン星の王女。ポル造（マイクローン星人）の婚約者。地球から帰って来ないポル造を心配して迎えに来たところ、ポル造が健司と2人で桃子たちにやりたい放題していることを知り、ポル造を連れ戻すため校長を洗脳して眠野 民子（みんの みんこ）と名乗り2年B組に転入する。そしてポル造が「健司にそそのかされた」と言い逃れたのを真に受け、2人で健司に対してマイクローンビームで「おしおき」を敢行した。
マイクローン星人が触覚から発射するマイクローンビームは単発なら脆弱な威力しか無いが、ポル造の＋ビームとミンミンの－ビームを合わせると10万倍の威力を発揮する。

## 道具
マイクローン星人が自己使用、もしくは健司のために用意した各種のアイテム。
マイクローンビスケット
食べると、1時間だけ体が小さくなるビスケット。ビスケットを食べて縮小した状態のことを作中では「マイクローン」と称している。読み切りIによればマイクローン状態のサイズは「5センチ」とされており、一度に複数枚のビスケットを食べた場合は縮小時間が加算されるが1枚食べた時以上に小さくなることはない。制限時間が来た場合以外に、お湯（体温で暖められた汗なども含む）を浴びると強制的に元の大きさに戻ってしまうが、この作用を逆に利用して水鉄砲で体の一部分にお湯を浴びせ、局所的に元の大きさへ戻すことも出来る。
副作用として、ビスケットを日常的に食べている体でアルコールを摂取すると制御不能の透視能力が発動してしまい、マイクローン状態になるとしゃっくりをする度に少しずつ体が大きくなってしまう。
改良型マイクローンビスケット
最終話で母星への帰還を命じられたマイクローン星人が健司に渡した最後の1枚。5分以上連続でお湯に浸からなければマイクローン状態を維持し続けられる。分割して食べてもマイクローン状態のサイズは変わらないが、体重の減り方が小さくなる。
長距離用ジェット・トランク
読み切りIIと第7・8話（読み切り含め9〜10話目）で登場。マイクローン星人の円盤は1人乗りなので、マイクローン化した健司はこのトランクを背負って噴射力で飛行しながら移動する。
ジェットつきジャンピング・シューズ
読み切りIIで登場。桃子を体育祭で優勝させるため健司がジェット・トランクと併用して移動に使用していたが、桃子の胸の谷間から体操着の中へ滑り込んでしまった。
潜水艦
第1話（読み切り含め3話目）と第7話（同9話目）で登場。女子寮の大浴場でマイクローンの弱点であるお湯を気にせず浴槽内を航行するため、健司が作ったプラモデルをマイクローン星人が改造した。マジックハンドを装備している。
どこでもパンティー/どこでもブラジャー
第6話（読み切り含め8話目）で登場。下着の形をしており、扉の部分に女性の名前を記入してマイクローン状態で扉の中に入ると、その女性の下着に転送される。健司が桃子の下着に侵入するつもりで「ももこ」（2度目は「いちのせももこ」）と書いたところ、2回とも保健医の市乃瀬ももこの下着の中へ転送されてしまった。
水着すけ〜る
第7話（読み切り含め9話目）で登場。ペンキの要領で水着に塗ると布地が透明になってしまう。
カメレオン飛行艇
第11話（読み切り含め13話目）で登場。女の子の衣服に合わせて保護色となるカメレオン液で塗装されている。

## 掲載・書誌情報
特記の無い場合は集英社『月刊少年ジャンプ』掲載。
| 掲載号             | 掲載号             | 話数       | タイトル                    | 単行本       | 備考         |
| ------------------ | ------------------ | ---------- | --------------------------- | ------------ | ------------ |
| 1985年             | 8月号              | 読み切り   | 温水プール事件の巻          | 第1巻        | 読み切り     |
| 1985年             | 10月号             | 読み切りII | 体育祭事件の巻              | 第1巻        | 読み切り     |
| 1986年             | 1月号              | 第1話      | スケベ新兵器㊙︎作戦の巻      | 第1巻        | 正式連載化   |
| 1986年             | 2月号              | 第2話      | 誓いのリボンの巻            | 第1巻        |              |
| HOBBY's JUMP Vol.8 | HOBBY's JUMP Vol.8 | 番外編     | 番外編                      | 単行本未収録 | 単行本未収録 |
| 1986年             | 3月号              | 第3話      | 恐怖の副作用の巻            | 第1巻        |              |
| 1986年             | 4月号              | 第4話      | どっきん♡キャンプの巻       | 第1巻        |              |
| 1986年             | 5月号              | 第5話      | おぼっちゃまはお病気!? の巻 | 単行本未収録 | 単行本未収録 |
| 1986年             | 6月号              | 第6話      | 知世のスケベ矯正作戦の巻    | 第2巻        |              |
| 1986年             | 7月号              | 第7話      | 南波海岸のマドンナの巻      | 第2巻        |              |
| 1986年             | 8月号              | 第8話      | さゆりの誘惑の巻            | 第2巻        |              |
| 1986年             | 9月号              | 第9話      | 恐怖の秘薬の巻              | 第2巻        |              |
| 1986年             | 10月号             | 第10話     | あらたな刺客!? の巻         | 第2巻        |              |
| 1986年             | 11月号             | 第11話     | 誘惑のエアロビクスの巻      | 第2巻        |              |
| 1986年             | 12月号             | 最終話     | ラストスケベの巻            | 第2巻        |              |

上記の他、1986年9月発行の増刊『JUMP ORIGINAL』に桃子のカラーピンナップが掲載された。

### 単行本
- 今西まさお『どっきりマイクローン』集英社〈ジャンプ・コミックス〉、全2巻

| 巻数 | 副題                   | 初版発行       | ISBN               | 収録話                                 |
| ---- | ---------------------- | -------------- | ------------------ | -------------------------------------- |
| 1    | スケベ新兵器㊙︎作戦の巻 | 1986年10月15日 | ISBN 4-08-852641-4 | 読み切りI・II・第1 - 4話               |
| 2    | 誘惑のエアロビクスの巻 | 1987年05月15日 | ISBN 4-08-852642-2 | 第6 - 最終話、読み切り『プラモ放浪記』 |